# 크리소틸라속
크리소틸라속(Chrysotila)은 시라코스파이라과에 속하는 착편모조류 속의 하나이다. 9종을 포함하고 있다. 이소크리시스과 (Isochrysidaceae)로 분류하기도 한다.

## 하위 종
| - C. carterae - C. dentata - C. elongata - C. haptonemofera - C. placolithoides | - C. pseudoroscoffensis - C. roscoffensis - C. scherffelii - C. stipitata |